# Metapenaeus krishnatrii
Metapenaeus krishnatrii is een tienpotigensoort uit de familie van de Penaeidae. De wetenschappelijke naam van de soort is voor het eerst geldig gepubliceerd in 1976 door Silas & Muthu.